# Żukowce (rejon tarnopolski)
Żukowce (ukr. Жуківці, Żukiwci) – wieś na Ukrainie, w  obwodzie tarnopolskim, w rejonie tarnopolskim.
Należały do gminy Mszana, później Bogdanówka.